# Dysoptus prolatus
Dysoptus prolatus là một loài bướm đêm thuộc họ Arrhenophanidae. Nó là loài duy nhất được tìm thấy ở type locality and mostly from primary forests of La Selva, Costa Rica.
Chiều dài cánh trước là 4-5.2 mm đối với con đực and about 7.8 mm đối với con cái. Con trưởng thành bay vào tháng 1, tháng 2, tháng 6, tháng 7 and tháng 9.
Ấu trùng ăn Phellinus gilvus.